# Atsuta-ku
Atsuta (熱田区, Atsuta-ku) est l'un des seize arrondissements de la ville de Nagoya au Japon. Il est situé au centre de la ville.

Position de l'arrondissement d'Atsuta dans la ville de Nagoya.

En 2016, sa population est de 65 937 habitants pour une superficie de 8,20 km2, ce qui fait une densité de population de 8 040 hab./km2.

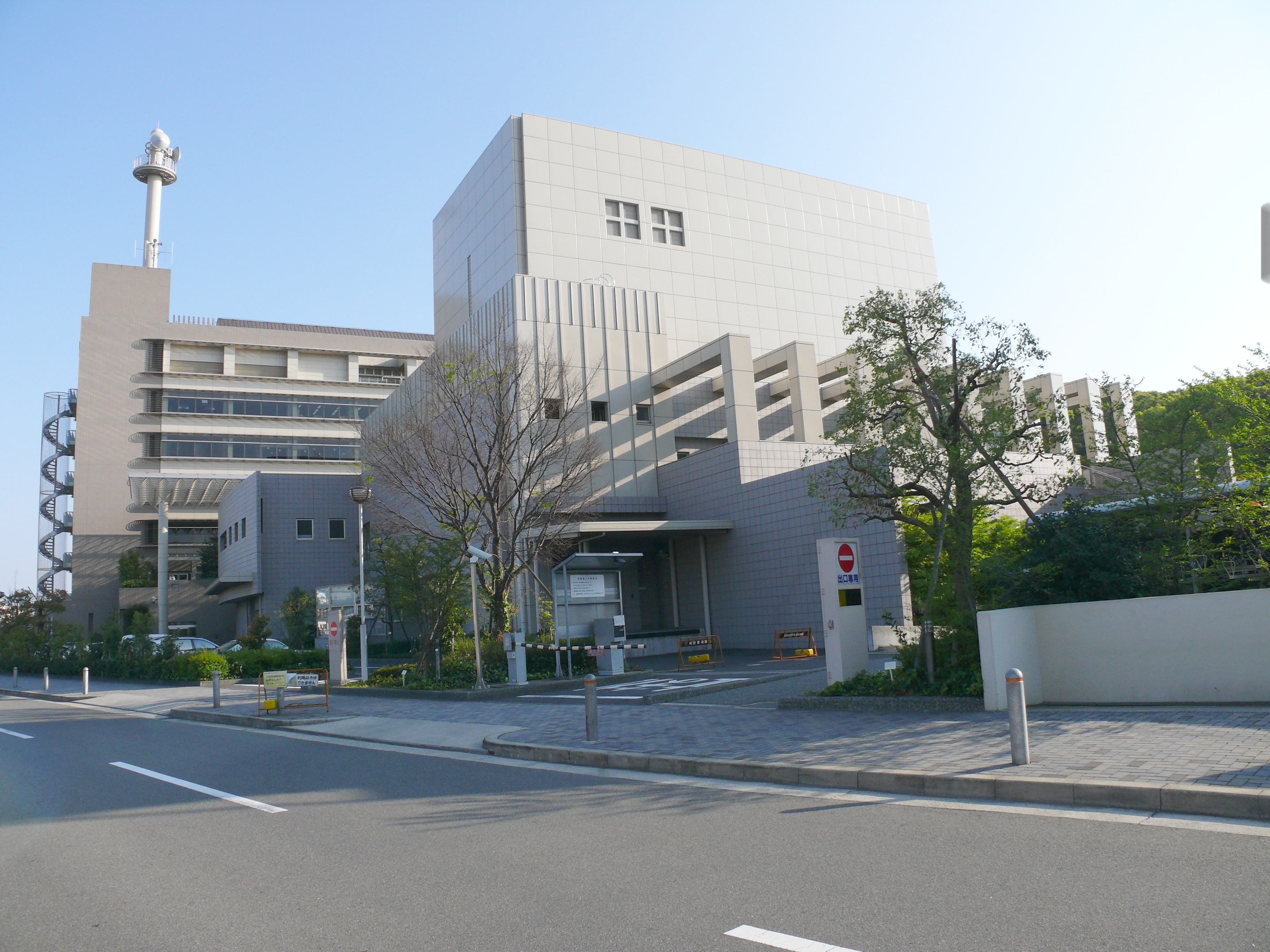
Mairie de l'arrondissement.

## Histoire
L'arrondissement a été créé en 1937 après sa séparation avec l'arrondissement de Minami-ku.

## Lieux notables
On y trouve notamment le temple shintoïste Atsuta-jingū, le kofun de Danpusan ainsi que deux universités.

## Transport publics
L'arrondissement est desservi par plusieurs lignes ferroviaires :
- les lignes Meijō et Meikō du métro de Nagoya,
- les lignes Nagoya et Tokoname de la Meitetsu,
- la ligne principale Tōkaidō de la JR Central.